# マルコ・パダリーノ
マルコ・パダリーノ（Marco Padalino, 1983年12月8日 - ）は、スイス・ルガーノ出身の元サッカー選手。ポジションはミッドフィールダー(サイドアタッカー)。

## 経歴

### クラブ
母国のトップリーグでのプレー経験はなく、イタリアで株価を上げた選手。当時2部リーグ所属のACルガーノなどを経て、2004年にカルチョ・カターニアへ移籍。2005年よりピアチェンツァ・カルチョに所属し、活躍が認められて2008-09シーズンにセリエAのUCサンプドリアへ移籍。チームが苦戦する中、得意のドリブルでサイドアタックを支え、主力となった。

### 代表
U-19スイス代表に招集経験がある。2009年よりスイスA代表に選出され、2010_FIFAワールドカップ予選のギリシャ戦にて初得点を記録(2009年9月)。オットマー・ヒッツフェルト代表監督からの信頼を勝ち得ている。

## 所属クラブ
- ACルガーノ 2002-2003
- Malcantone Agno 2003
- カルチョ・カターニア 2004-2005
- ピアチェンツァ・カルチョ 2005-2008
- UCサンプドリア 2008-2012
- ヴィチェンツァ・カルチョ 2012-2014
- ACルガーノ 2014-

## 代表歴

### 出場大会
- スイス代表
  - 2010 FIFAワールドカップ

### 試合数
- 国際Aマッチ 9試合 1得点（2009年-2010年）[1]

| スイス代表 | 国際Aマッチ | 国際Aマッチ |
| 年         | 出場        | 得点        |
| ---------- | ----------- | ----------- |
| 2009       | 7           | 1           |
| 2010       | 2           | 0           |
| 通算       | 9           | 1           |